# Alabaşlı
Alabaşlı è un comune dell'Azerbaigian situato nel distretto di Samux. Conta una popolazione di 1 265 abitanti.